# San Antonio de Bravo
San Antonio de Bravo är en ort i Mexiko.   Den ligger i kommunen José Azueta och delstaten Veracruz, i den sydöstra delen av landet, 400 km öster om huvudstaden Mexico City. San Antonio de Bravo ligger 28 meter över havet och antalet invånare är 291.
Terrängen runt San Antonio de Bravo är platt. Runt San Antonio de Bravo är det ganska glesbefolkat, med 32 invånare per kvadratkilometer. Närmaste större samhälle är Loma Bonita, 19,3 km väster om San Antonio de Bravo. Trakten runt San Antonio de Bravo består till största delen av jordbruksmark.